# Thomas Rothfuß
Thomas Rothfuß (* 21. März 1956 in Bretten) ist ein deutscher Sänger, Autor, Komponist, Texter und Entertainer.

## Leben und Wirken
Rothfuß wuchs zusammen mit einem älteren Bruder und einer jüngeren Schwester in Bretten auf und absolvierte eine Ausbildung zum Bauzeichner.
Er spielte in mehreren Schülerbands und formierte sich später mit seinem Freund Thomas Urban zu dem Gesangsduo „Thomas & Thomas“. 1987 gewannen Rothfuß und Urban den SWF-Wettbewerb Stars von Morgen und erhielten die Goldene Stimmgabel in der ARD-Sendung Tag des deutschen Schlagers mit Dieter Thomas Heck. Ein Jahr später erreichten sie das Finale der deutschen Vorentscheidung zum Eurovision Song Contest 1988 mit dem Titel „Träumen kann man nie zuviel“. Anschließend löste sich das Duo bedingt durch berufliche Veränderungen auf.
Rothfuß war im Jahr 1990 Mitbegründer der Musikgruppe Die Schäfer, mit der er zahlreiche Alben veröffentlichte und regelmäßig in verschiedenen Fernsehsendungen auftrat. Nach 10 Jahren beendete er die Zusammenarbeit mit der Gruppe, startete eine Solokarriere und hat inzwischen mehrere Alben veröffentlicht.
Seine besondere Vorliebe für die Musik der 1970er Jahre veranlasste ihn 2003 zur Gründung des Gesangsduos message blue, das mit einem Repertoire bestehend aus Songs von u. a. John Denver, Simon & Garfunkel, den Beatles und Don McLean auftritt. Außerdem wirkt Rothfuß auch als Entertainer auf Kreuzfahrtschiffen.
Rothfuß’ großes Vorbild ist Heinz Erhardt, zu dessen Ehren er auch ein Bühnenprogramm entwickelte. In diesem Stil veröffentlichte er drei Bücher und ist außerdem Autor von Gedichten und Geschichten aus dem Leben.
Er lebt im badischen Forst, ist verheiratet und hat zwei Kinder.

## Preise
- 1987: Goldene Stimmgabel

## Veröffentlichungen
- Heiter Besinnliches. Tebbert Verlag, Münster 2000, ISBN 978-3-89738-175-9
- Ein bisschen Clown sein. Heitere und besinnliche Gedichte. Der Kleine Buch Verlag, 2001, ISBN 978-3-7650-8273-3
- Wenn ich ein Maulwurf wär': ... besinnlich und heiter geht es weiter. Braun Verlag, Karlsruhe 2009,  ISBN 978-3-7650-8369-3
- Die Made ist auch nur ein Wurm: Lieblingstexte, 2015, 2. Auflage, INFO-Verlag GmbH, 2019, ISBN 978-3-96308-042-5

## Diskografie (Auswahl)
- 2001: Sonne in den Augen, DA Records
- 2001: Wenn alle Brünnlein fließen
- 2003: Träume leben, 2003
- 2017: Herzenslicht, 2017